# Мађарска на Европском првенству у атлетици у дворани 2015.
Мађарска је учествовала на 33. Европском првенству у дворани 2015 одржаном у Прагу, Чешка, од 5. до 8. марта. Ово је било тридесет треће европско првенство у дворани на коме је Мађарска учествовала, односно учествовала је на свим првенствима до данас. Репрезентацију Мађарске представљало је 12 такмичара (6 мушкараца и 6 жена) који су се такмичили у 8 дисциплина (4 мушке и 4 женске).
На овом првенству Мађарска је делила 14 место по броју освојених медаља са 1 златном медаљом. У табели успешности према броју и пласману такмичара који су учествовали у финалним такмичењима (првих 8 такмичара) Мађарска је са 4 учесника у финалу заузела 21 место са 14 бодова. Поред освојене медаље такмичари из Мађарске оборили су један национални и један лични рекорд.
| Пл. | Земља    | 1. место | 2. место | 3. место | 4. место | 5. место | 6. место | 7. место | 8. место | Бр. фин. Бод. |
| --- | -------- | -------- | -------- | -------- | -------- | -------- | -------- | -------- | -------- | ------------- |
| 21. | Мађарска | 1 -8     | –        | –        | –        | –        | 1 - 3    | 1 - 2    | 1 - 1    | 4 - 14        |

## Учесници
| Мушкарци: - Јанош Сипош — 60 м - Тамаш Кази — 1.500 м - Балаш Баји — 60 м препоне - Данијел Киш — 60 м препоне - Валда Шуч — 60 м препоне - Петер Бакоши — Скок увис | Жене: - Анастазија Нгујен — 60 м - Ева Каптур — 60 м - Барбара Сабо — Скок увис - Анита Мартон — Бацање кугле - Ђерђи Живоцки-Фаркаш — Петобој - Ксенија Крижан — Петобој |  |

## Освајачи медаља (1)

### Злато (1)
- Анита Мартон - Бацање кугле

## Резултати

### Мушкарци
| Атлетичар    | Дисциплина   | Лични рекорд | Квалификације | Квалификације | Полуфинале            | Полуфинале            | Финале                | Финале       | Детаљи |
| Атлетичар    | Дисциплина   | Лични рекорд | Резултат      | Место         | Резултат              | Место                 | Резултат              | Место        | Детаљи |
| ------------ | ------------ | ------------ | ------------- | ------------- | --------------------- | --------------------- | --------------------- | ------------ | ------ |
| Јанош Сипош  | 60 м         | 6,72         | 6,73          | 6. у гр. 1    | Није се квалификовао  | Није се квалификовао  | Није се квалификовао  | 25 / 36 (37) |        |
| Тамаш Кази   | 1.500 м      | 3:44,28      | 3:48,08       | 3. у гр. 4    |                       |                       | Није се квалификовао  | 15 / 28      |        |
| Балаш Баји   | 60 м препоне | 7,56         | 7,64 КВ       | 2. у гр. 3    | 7,65 КВ               | 4. у гр. 2            | 7,65                  | 7 / 27 (28)  |        |
| Данијел Киш  | 60 м препоне | 7,56         | 7,86          | 6. у гр. 3    | Нису се квалификовали | Нису се квалификовали | Нису се квалификовали | 21 / 27 (28) |        |
| Валда Шуч    | 60 м препоне | 7,92         | 7,97          | 7. у гр. 2    | Нису се квалификовали | Нису се квалификовали | Нису се квалификовали | 24 / 27 (28) |        |
| Петер Бакоши | Скок увис    | 2,20         | 2,14          | 25.           |                       |                       | Није се квалификовао  | 25 / 26 (27) |        |

### Жене
| Атлетичарка       | Дисциплина   | Лични рекорд | Квалификације | Квалификације | Полуфинале            | Полуфинале            | Финале                | Финале       | Детаљи |
| Атлетичарка       | Дисциплина   | Лични рекорд | Резултат      | Место         | Резултат              | Место                 | Резултат              | Место        | Детаљи |
| ----------------- | ------------ | ------------ | ------------- | ------------- | --------------------- | --------------------- | --------------------- | ------------ | ------ |
| Анастазија Нгујен | 60 м         | 7,32         | 7,33 кв       | 5. у гр. 3    | 7,39                  | 8. у гр. 1            | Није се квалификовала | 22 / 37 (38) |        |
| Ева Каптур        | 60 м         | 7,36         | 7,46          | 5. у гр. 1    | Није се квалификовала | Није се квалификовала | Није се квалификовала | 26 / 37 (38) |        |
| Барбара Сабо      | Скок увис    | 1,93         | 1,91          | 8.            |                       |                       | Није се квалификовала | 8 / 22       |        |
| Анита Мартон      | Бацање кугле | 18,63        | 18,44 КВ      | 1.            | 19,23 НР              |                       |                       |              |        |

#### Петобој
| Дисциплина   | Ђерђи Живоцки-Фаркаш | Ђерђи Живоцки-Фаркаш | Ђерђи Живоцки-Фаркаш | Ђерђи Живоцки-Фаркаш | Ђерђи Живоцки-Фаркаш | Ђерђи Живоцки-Фаркаш |
| Дисциплина   | Лич. рек.            | Резултат             | Бод.                 | Плас.                | Укупно               | Плас.                |
| ------------ | -------------------- | -------------------- | -------------------- | -------------------- | -------------------- | -------------------- |
| 60 м препоне | 8,44                 | 8,45                 | 1.025                | 6.                   | 1.025                | 6.                   |
| Скок увис    | 1,85                 | 1,77                 | 941                  | 9.                   | 1.969                | 9.                   |
| Бацање кугле | 14,34                | 14,20                | 807                  | 9.                   | 2.776                | 9.                   |
| Скок удаљ    | 6,20                 | 6,10                 | 880                  | 8.                   | 3.656                | 9.                   |
| 800 м        | 2:15,10              | 2:13,91 ЛР           | 908                  | 4                    | 4.564                | 6.                   |
| Петобој      | 4.691                |                      |                      |                      | 4.564                | 6 / 12 (14)          |